# Giraffa camelopardalis peralta
La jirafa nigeriana (Giraffa camelopardalis peralta) es una subespecie en peligro de extinción de Giraffa camelopardalis, que sobrevive en la zona fronteriza entre Níger, Chad y Burkina Faso. Sin embargo, está totalmente desaparecida en Nigeria. Se diferencia de otras subespecies (con la que se cruza fácilmente) por manchas rojizas y fondo amarillo muy pálido, muy claro.